# صموئيل هنري ميلر
صموئيل هنري ميلر (بالإنجليزية: Samuel Henry Miller)‏ هو محامي وقاضي وسياسي أمريكي، ولد في 19 أبريل 1840، وتوفي في 3 ديسمبر 1918. حزبياً، نشط في الحزب الجمهوري. وقد انتخب عضو مجلس النواب الأمريكي.